# Wappen von Mauritius
Das Wappen von Mauritius wurde am 25. August 1906 von König Eduard VII. für die damalige britische Kronkolonie eingeführt und nach der Unabhängigkeit im Jahr 1968 von der Republik Mauritius übernommen.

## Gestaltung des Wappens
Das Wappen ist blau-gold geviert. Im ersten Feld befindet sich ein goldenes Schiff. Das zweite Feld zeigt im Dreipass (2:1) gestellte grüne Palmen. Im dritten Feld ist ein senkrecht gestellter, mit dem Bart nach links gerichteter roter Schlüssel sichtbar, der mit einer Vierpassreite zum oberen Schildrand zeigt. Im letzten Feld ein schwebender silberner Stern über einem Berg gleicher Farbe. Der Schild wird rechts von einem Dodo, einem ausgestorbenen, flugunfähigen Vogel, der nur auf Mauritius lebte, gehalten; links nimmt ein Sambarhirsch diese Position ein. Die Wappentiere stehen jeweils auf dem Spruchband und sind schräg durch einen rot-weißen Zinnenschnitt geteilt. Zwischen dem Schild und den Schildhaltern befindet sich jeweils eine weiß-grüne Stange Zuckerrohr. Unter dem Wappen ein silber-goldenes Spruchband, das das Motto des Landes in schwarzen Majuskeln (STELLA CLAVISQUE MARIS INDICI – lat. Stern und Schlüssel des Indischen Ozeans) trägt, begrenzt.

## Bedeutung der Symbole
Das Schiff auf dem Schild steht für die Besiedlung der Insel von außerhalb durch Portugiesen, Niederländer, Franzosen und Briten. Die drei Palmen rechts daneben symbolisieren die tropische Vegetation sowie die drei Dependenzen des Staates Mauritius, die Cargados-Carajos-Inseln, die Agalega-Inseln sowie die Insel Rodrigues. Schlüssel und Stern sollen die strategische Lage des Landes als einzelne Insel vor der Küste des afrikanischen Kontinents im Indischen Ozean verdeutlichen und wiederholen so das Motto des Landes.